# Helge Railo
Helge Iivari Railo, född 29 mars 1916 i Åbo, död 16 februari 2001 i Helsingfors, var en finländsk arkitekt. 
Railo bedrev 1945–1963 ett arkitektkontor tillsammans med Jonas Cedercreutz. Tillsammans vann de en rad arkitekttävlingar och ritade bland annat Ålands sjöfartsmuseum (1949), begravningskapellet i Seinäjoki (1950), Jyväskylä centralsjukhus (1954), Ohkola sjukhus och bostäder i Mäntsälä (1960) samt kontorsbyggnaden på Unionsgatan 17 i Helsingfors (1962). Efter att samarbetet med Cedercreutz avslutats ritade Railo bostäder, sjukhus-, bank- och kontorsbyggnader.